# Australian Open 2023
Die 111. Australian Open waren das erste von vier Grand-Slam-Turnieren der Saison, den am höchsten dotierten Tennisturnieren. Sie fanden vom 16. bis 29. Januar 2023 in Melbourne in Australien statt.
Titelverteidiger waren im Einzel Rafael Nadal bei den Herren sowie Ashleigh Barty bei den Damen, Thanasi Kokkinakis und Nick Kyrgios im Herrendoppel, Barbora Krejčíková und Kateřina Siniaková im Damendoppel sowie Ivan Dodig und Kristina Mladenovic im Mixed.
Als Reaktion auf den russischen Überfall auf die Ukraine 2022 durften Spieler und Spielerinnen aus Russland und Belarus nicht unter ihrer Flagge antreten.

## Absagen
Folgende Topspieler konnten nicht an dem Turnier teilnehmen:
- Carlos Alcaraz, Muskelverletzung am rechten Oberschenkel[3]
- Simona Halep, wegen Dopingverdachts vorläufig gesperrt[4]
- Venus Williams, Verletzung[3]
- Naomi Ōsaka, Schwangerschaft[5]
- Angelique Kerber, Schwangerschaft[6]
- Marin Čilić, Knieprobleme[7]
- Paula Badosa, Muskelverletzung[8]
- Ajla Tomljanović, Knieprobleme[8]
- Nick Kyrgios, Knieproblem (Meniskusriss)[9]

## Herreneinzel
Setzliste
| Nr. | Spieler               | Erreichte Runde |
| --- | --------------------- | --------------- |
| 01. | Rafael Nadal          | 2. Runde        |
| 02. | Casper Ruud           | 2. Runde        |
| 03. | Stefanos Tsitsipas    | Finale          |
| 04. | Novak Đoković         | Sieg            |
| 05. | Andrei Rubljow        | Viertelfinale   |
| 06. | Félix Auger-Aliassime | Achtelfinale    |
| 07. | Daniil Medwedew       | 3. Runde        |
| 08. | Taylor Fritz          | 2. Runde        |
| 09. | Holger Rune           | Achtelfinale    |
| 10. | Hubert Hurkacz        | Achtelfinale    |
| 11. | Cameron Norrie        | 3. Runde        |
| 12. | Alexander Zverev      | 2. Runde        |
| 13. | Matteo Berrettini     | 1. Runde        |
| 14. | Pablo Carreño Busta   | 2. Runde        |
| 15. | Jannik Sinner         | Achtelfinale    |
| 16. | Frances Tiafoe        | 3. Runde        |

| Nr. | Spieler                     | Erreichte Runde |
| --- | --------------------------- | --------------- |
| 17. | Lorenzo Musetti             | 1. Runde        |
| 18. | Karen Chatschanow           | Halbfinale      |
| 19. | Nick Kyrgios                | Rückzug         |
| 20. | Denis Shapovalov            | 3. Runde        |
| 21. | Borna Ćorić                 | 1. Runde        |
| 22. | Alex de Minaur              | Achtelfinale    |
| 23. | Diego Schwartzman           | 2. Runde        |
| 24. | Roberto Bautista Agut       | Achtelfinale    |
| 25. | Daniel Evans                | 3. Runde        |
| 26. | Miomir Kecmanović           | 1. Runde        |
| 27. | Grigor Dimitrow             | 3. Runde        |
| 28. | Francisco Cerúndolo         | 3. Runde        |
| 29. | Sebastian Korda             | Viertelfinale   |
| 30. | Alejandro Davidovich Fokina | 2. Runde        |
| 31. | Yoshihito Nishioka          | Achtelfinale    |
| 32. | Botic van de Zandschulp     | 2. Runde        |

## Dameneinzel
Setzliste
| Nr. | Spielerin            | Erreichte Runde |
| --- | -------------------- | --------------- |
| 01. | Iga Świątek          | Achtelfinale    |
| 02. | Ons Jabeur           | 2. Runde        |
| 03. | Jessica Pegula       | Viertelfinale   |
| 04. | Caroline Garcia      | Achtelfinale    |
| 05. | Aryna Sabalenka      | Sieg            |
| 06. | Maria Sakkari        | 3. Runde        |
| 07. | Coco Gauff           | Achtelfinale    |
| 08. | Darja Kassatkina     | 1. Runde        |
| 09. | Weronika Kudermetowa | 2. Runde        |
| 10. | Madison Keys         | 3. Runde        |
| 11. | Paula Badosa         | Rückzug         |
| 12. | Belinda Bencic       | Achtelfinale    |
| 13. | Danielle Collins     | 3. Runde        |
| 14. | Beatriz Haddad Maia  | 1. Runde        |
| 15. | Petra Kvitová        | 2. Runde        |
| 16. | Anett Kontaveit      | 2. Runde        |

| Nr. | Spielerin              | Erreichte Runde |
| --- | ---------------------- | --------------- |
| 17. | Jeļena Ostapenko       | Viertelfinale   |
| 18. | Ljudmila Samsonowa     | 2. Runde        |
| 19. | Jekaterina Alexandrowa | 3. Runde        |
| 20. | Barbora Krejčíková     | Achtelfinale    |
| 21. | Martina Trevisan       | 1. Runde        |
| 22. | Jelena Rybakina        | Finale          |
| 23. | Zhang Shuai            | Achtelfinale    |
| 24. | Wiktoryja Asaranka     | Halbfinale      |
| 25. | Marie Bouzková         | 1. Runde        |
| 26. | Elise Mertens          | 3. Runde        |
| 27. | Irina-Camelia Begu     | 2. Runde        |
| 28. | Amanda Anisimova       | 1. Runde        |
| 29. | Zheng Qinwen           | 2. Runde        |
| 30. | Karolína Plíšková      | Viertelfinale   |
| 31. | Kaia Kanepi            | 1. Runde        |
| 32. | Jil Teichmann          | 2. Runde        |

## Herrendoppel
Setzliste
| Nr. | Paarung                            | Erreichte Runde |
| --- | ---------------------------------- | --------------- |
| 01. | Wesley Koolhof Neal Skupski        | Viertelfinale   |
| 02. | Rajeev Ram Joe Salisbury           | Achtelfinale    |
| 03. | Marcelo Arévalo Jean-Julien Rojer  | Viertelfinale   |
| 04. | Nikola Mektić Mate Pavić           | 2. Runde        |
| 05. | Ivan Dodig Austin Krajicek         | 1. Runde        |
| 06. | Lloyd Glasspool Harri Heliövaara   | 2. Runde        |
| 07. | Thanasi Kokkinakis Nick Kyrgios    | Rückzug         |
| 08. | Marcel Granollers Horacio Zeballos | Halbfinale      |
| 09. | Simone Bolelli Fabio Fognini       | 1. Runde        |

| Nr. | Paarung                                  | Erreichte Runde |
| --- | ---------------------------------------- | --------------- |
| 10. | Rohan Bopanna Matthew Ebden              | 1. Runde        |
| 11. | Jamie Murray Michael Venus               | 2. Runde        |
| 12. | Juan Sebastián Cabal Robert Farah        | Achtelfinale    |
| 13. | Rafael Matos David Vega Hernández        | 1. Runde        |
| 14. | Andreas Mies John Peers                  | Viertelfinale   |
| 15. | Santiago González Édouard Roger-Vasselin | 2. Runde        |
| 16. | Robin Haase Matwé Middelkoop             | Achtelfinale    |
| 17. | Nicolas Mahut Tim Pütz                   | 1. Runde        |

## Damendoppel
Setzliste
| Nr. | Paarung                               | Erreichte Runde |
| --- | ------------------------------------- | --------------- |
| 01. | Barbora Krejčíková Kateřina Siniaková | Sieg            |
| 02. | Coco Gauff Jessica Pegula             | Halbfinale      |
| 03. | Gabriela Dabrowski Giuliana Olmos     | Achtelfinale    |
| 04. | Storm Hunter Elise Mertens            | Viertelfinale   |
| 05. | Ljudmyla Kitschenok Jeļena Ostapenko  | 1. Runde        |
| 06. | Desirae Krawczyk Demi Schuurs         | Viertelfinale   |
| 07. | Beatriz Haddad Maia Zhang Shuai       | 2. Runde        |
| 08. | Anna Danilina Sania Mirza             | 2. Runde        |

| Nr. | Paarung                              | Erreichte Runde |
| --- | ------------------------------------ | --------------- |
| 09. | Nicole Melichar-Martinez Ellen Perez | 2. Runde        |
| 10. | Shūko Aoyama Ena Shibahara           | Finale          |
| 11. | Chan Hao-ching Yang Zhaoxuan         | Viertelfinale   |
| 12. | Asia Muhammad Taylor Townsend        | 2. Runde        |
| 13. | Kirsten Flipkens Laura Siegemund     | 1. Runde        |
| 14. | Alicja Rosolska Erin Routliffe       | 1. Runde        |
| 15. | Catherine McNally Luisa Stefani      | Rückzug         |
| 16. | Miyu Katō Aldila Sutjiadi            | Achtelfinale    |

## Mixed
Setzliste
| Nr. | Paarung                        | Erreichte Runde |
| --- | ------------------------------ | --------------- |
| 01. | Giuliana Olmos Marcelo Arévalo | Achtelfinale    |
| 02. | Jessica Pegula Austin Krajicek | 1. Runde        |
| 03. | Desirae Krawczyk Neal Skupski  | Halbfinale      |
| 04. | Ena Shibahara Wesley Koolhof   | 1. Runde        |

| Nr. | Paarung                           | Erreichte Runde |
| --- | --------------------------------- | --------------- |
| 05. | Demi Schuurs Nikola Mektić        | Achtelfinale    |
| 06. | Ellen Perez Harri Heliövaara      | Rückzug         |
| 07. | Alicja Rosolska Jean-Julien Rojer | 1. Runde        |
| 08. | Gabriela Dabrowski Max Purcell    | Achtelfinale    |

## Junioreneinzel
Setzliste
| Nr. | Spieler               | Erreichte Runde |
| --- | --------------------- | --------------- |
| 01. | Kilian Feldbausch     | Viertelfinale   |
| 02. | Ilijan Radulow        | Viertelfinale   |
| 03. | Alexander Blockx      | Sieg            |
| 04. | Arthur Géa            | Viertelfinale   |
| 05. | Mihai Alexandru Coman | 2. Runde        |
| 06. | Rei Sakamoto          | Achtelfinale    |
| 07. | Hayato Matsuoka       | 1. Runde        |
| 08. | Cooper Williams       | Achtelfinale    |

| Nr. | Spieler          | Erreichte Runde |
| --- | ---------------- | --------------- |
| 09. | Maxim Mrva       | 2. Runde        |
| 10. | João Fonseca     | Viertelfinale   |
| 11. | Zhou Yi          | Halbfinale      |
| 12. | Hayden Jones     | 1. Runde        |
| 13. | Danil Panarin    | 2. Runde        |
| 14. | Kevin Edengren   | 1. Runde        |
| 15. | Adriano Dschenew | Achtelfinale    |
| 16. | Abel Forger      | 2. Runde        |

## Juniorinneneinzel
Setzliste
| Nr. | Spielerin         | Erreichte Runde |
| --- | ----------------- | --------------- |
| 01. | Sara Saito        | 1. Runde        |
| 02. | Tereza Valentová  | Viertelfinale   |
| 03. | Ella McDonald     | 1. Runde        |
| 04. | Nikola Daubnerová | 1. Runde        |
| 05. | Luciana Moyano    | 1. Runde        |
| 06. | Mayu Crossley     | 1. Runde        |
| 07. | Mirra Andrejewa   | Finale          |
| 08. | Nina Vargová      | Achtelfinale    |

| Nr. | Spielerin              | Erreichte Runde |
| --- | ---------------------- | --------------- |
| 09. | Alina Kornejewa        | Sieg            |
| 10. | Luca Udvardy           | 1. Runde        |
| 11. | Ena Koike              | Achtelfinale    |
| 12. | Sayaka Ishii           | Halbfinale      |
| 13. | Ranah Akua Stoiber     | Halbfinale      |
| 14. | Yaroslava Bartashevich | Achtelfinale    |
| 15. | Renáta Jamrichová      | Viertelfinale   |
| 16. | Hayu Kinoshita         | Achtelfinale    |

## Juniorendoppel
Setzliste
| Nr. | Paarung                           | Erreichte Runde |
| --- | --------------------------------- | --------------- |
| 01. | Alexander Blockx João Fonseca     | Finale          |
| 02. | Adriano Dschenew Ilijan Radulow   | 1. Runde        |
| 03. | Kilian Feldbausch Kyle Kang       | 1. Runde        |
| 04. | Mihai Alexandru Coman Matej Dodig | 1. Runde        |

| Nr. | Paarung                            | Erreichte Runde |
| --- | ---------------------------------- | --------------- |
| 05. | Hayden Jones Danil Panarin         | Achtelfinale    |
| 06. | Abel Forger Zhou Yi                | 1. Runde        |
| 07. | Learner Tien Cooper Williams       | Sieg            |
| 08. | Lennon Roark Jones Hayato Matsuoka | 1. Runde        |

## Juniorinnendoppel
Setzliste
| Nr. | Paarung                              | Erreichte Runde |
| --- | ------------------------------------ | --------------- |
| 01. | Ella McDonald Luca Udvardy           | Viertelfinale   |
| 02. | Mirra Andrejewa Alina Kornejewa      | Halbfinale      |
| 03. | Nikola Daubnerová Ranah Akua Stoiber | Achtelfinale    |
| 04. | Hayu Kinoshita Sara Saito            | Finale          |

| Nr. | Paarung                                | Erreichte Runde |
| --- | -------------------------------------- | --------------- |
| 05. | Sayaka Ishii Ena Koike                 | Halbfinale      |
| 06. | Luciana Moyano Amélie Šmejkalová       | Achtelfinale    |
| 07. | Ariana Anazagasty-Pursoo Mayu Crossley | 1. Runde        |
| 08. | Irina Balus Nina Vargová               | 1. Runde        |

## Herreneinzel-Rollstuhl
Setzliste
| Nr. | Spieler           | Erreichte Runde |
| --- | ----------------- | --------------- |
| 01. | Alfie Hewett      | Sieg            |
| 02. | Gustavo Fernández | Halbfinale      |
| 03. | Tokito Oda        | Finale          |
| 04. | Joachim Gérard    | 1. Runde        |

## Dameneinzel-Rollstuhl
Setzliste
| Nr. | Spielerin       | Erreichte Runde |
| --- | --------------- | --------------- |
| 01. | Diede de Groot  | Sieg            |
| 02. | Yui Kamiji      | Finale          |
| 03. | Aniek van Koot  | Viertelfinale   |
| 04. | Jiske Griffioen | Halbfinale      |

## Herrendoppel-Rollstuhl
Setzliste
| Nr. | Paarung                               | Erreichte Runde |
| --- | ------------------------------------- | --------------- |
| 01. | Martín de la Puente Gustavo Fernández | 1. Runde        |
| 02. | Alfie Hewett Gordon Reid              | Sieg            |

## Damendoppel-Rollstuhl
Setzliste
| Nr. | Paarung                       | Erreichte Runde |
| --- | ----------------------------- | --------------- |
| 01. | Diede de Groot Aniek van Koot | Sieg            |
| 02. | Yui Kamiji Zhu Zhenzhen       | Finale          |

## Quadeinzel
Setzliste
| Nr. | Spieler      | Erreichte Runde |
| --- | ------------ | --------------- |
| 01. | Niels Vink   | Finale          |
| 02. | Sam Schröder | Sieg            |

## Quaddoppel
Setzliste
| Nr. | Paarung                       | Erreichte Runde |
| --- | ----------------------------- | --------------- |
| 01. | Sam Schröder Niels Vink       | Sieg            |
| 02. | Andrew Lapthorne David Wagner | Halbfinale      |